# Baco (Michelangelo)
Baco é uma estátua de Michelangelo Buonarroti efectuada entre 1496 e 1498 em mármore e apresenta 203 centímetros de altura.
Representando o deus da Mitologia Romana, Baco, a escultura foi encomendada pelo banqueiro e coleccionador Jacopo Galli para o seu jardim seguindo a tipologia da escultura da antiguidade clássica e transmitindo jovialidade e sensualidade.
Baco segura na sua mão esquerda uma pele de leão e um cacho de uvas de onde se alimenta um fauno apresentando também um elevada atenção ao pormenor.
Esta obra impulsionaria a sua carreira e oferecer-lhe-ía a possibilidade de criar a Pietà.
Actualmente encontra-se no Museu Nacional de Bargello em Florença, Itália para onde foi transferida em 1572.
Francisco de Holanda, no capítulo 20 do seu tratado “Da Pintura Antiga”, terminado em 1548,  disse que viu esta obra de Miguel Ângelo, que lhe foi apresentada como uma antiguidade. Mas Francisco de Holanda afirmou não ser uma escultura antiga: pois a posição das mãos não estava de acordo com os cânones antigos e o contrapposto estava desiquilibrado e instável.